# Bulbophyllum decatriche
Bulbophyllum decatriche là một loài phong lan thuộc chi Bulbophyllum.